# Chiroxiphia linearis
El saltarín colilargo (en Honduras y México) (Chiroxiphia linearis), también denominado saltarín toledo (en Costa Rica y Nicaragua), manaquín cola larga (en México) o saltarín de cola larga,  es una especie de ave de la familia Pipridaepaserifome perteneciente al género Chiroxiphia. Es nativo de las costas del Pacífico del sur de México y América Central.

## Distribución y hábitat
Se distribuye desde la costa occidental del sur de México, y a lo largo del borde occidental de Guatemala, El Salvador, Honduras, Nicaragua, hasta el noroeste de Costa Rica.
Esta especie habita en bosques tropicales secos, bosques húmedos pre-montanos, y ocasionalmente en bosques nubosos. Prefiere bosques  con sotobosque rico en vegetación, tales como manglares, generalmente encontrado en altitudes por debajo de los 1500 m.

## Descripción
Mide 11,5 cm de longitud y pesa 19 g. Las timoneras centrales alargadas le agregan de 10 a 15 cm al largo total de los machos adultos, y de 2 a 3 cm al de las hembras. Poseen frente abrupta y patas anaranjadas distintivas.
El macho es eminentemente negro, pero la coronilla, incluso la cresta bífida en la parte de atrás de la coronilla, es de color carmesí resplandeciente. La espalda es azul celeste, y muestra las timoneras centrales largas y muy angostas.
La hembra es verde oliva por encima y en el pecho, y exhibe la garganta más clara con un tinte grisáceo. Por debajo, la región posterior es oliva pálido, y se torna blancuzco en la parte baja del abdomen y la región infracaudal. En raras ocasiones presenta algo de rojo en la coronilla.
Los ejemplares inmaduros requieren de tres a cuatro años para adquirir el plumaje definitivo de adulto; al año tienen la coronilla roja, la cara fusca y las timoneras centrales más o menos alargadas. A los dos años tienen el resto de la cabeza negruzca, algo de azul en la espalda y negro por debajo. Los especímenes juveniles son similares a la hembra adulta, pero con el abdomen algo más claro.

## Comportamiento

### Alimentación
Al igual que otros, estos pájaros comen insectos y bayas. Se alimentan de frutos, especialmente de “tucuico papaturro de pava” (Ardisia revoluta). También comen frutos de “huevos de caballo” (Stemmadenia donnell-smithii). Los individuos de esta especie aparentemente conocen la localización de los árboles en fructificación de su territorio, a los que visitan cada día, cada estación, y año tras año. Se les ha observado consumir frutos de “lagarto jobo” (Sciadodendron excelsum).
El saltarín vuela para atrapar frutos, especialmente la de arbustos de sotobosque en hojas oscuras.

### Reproducción
Parejas o tríos de machos realizan despliegues de cortejo en leks en áreas densas y enmarañadas con buena sombra. Desde estaciones separadas cerca de 30 cm, dos machos (un dominante (alfa) y un subordinado (beta)) realizan saltos en revoloteo, dirigiendo directamente hacia arriba para caer nuevamente en el mismo punto; a medida que aumente el “tempo” del baile, los saltos se vuelven más bajos. En esta danza llamada “el baile de la carreta”, que realizan generalmente cuando hay una hembra en su presencia, cada macho a su turno revolotea hacia arriba y atrás para aterrizar en el punto en que su compañero acaba de dejar libre arrastrándose hacia adelante.
Solo un macho, aquel que con el plumaje de adulto más completo, si es que hay alguna diferencia; copulará con la hembra. El éxito del apareamiento está correlacionado con el porcentaje, duración o persistencia del despliegue de cortejo; esto sugiere que la selección sexual influencia la cantidad de despliegues efectuados por los machos.
Son aves muy sensibles a cualquier tipo de disturbio y los despliegues se interrumpen y se reinician continuamente. Finalmente, cuando el despliegue ha terminado (esto es señalado con una nota de tono alto emitida por un macho dominante (alpha)), un macho ejecuta un único despliegue precopulatorio para la hembra, que para entonces se encuentra en la percha del despliegue. El macho cambia de percha y describe un círculo horizontal (de varios metros de diámetro) alrededor de la hembra; pasa de percha en percha, con un tipo de vuelo flotante muy lento, parecido al vuelo de la mariposa azul (Morpho sp.). Si este despliegue es exitoso, sobreviene la copulación y la hembra se retira sola para criar los pichones.
Los científicos se han preguntado por qué el macho dominante no participa en este momento, a pesar de toda la energía que consume en el ritual de cortejo, cuando no llega a aparearse, a pesar de todo el esfuerzo que ha dedicado a cabo. Ellos han llegado a la conclusión de que parejas de sexo masculino (formadas por un macho alpha y un beta subordinado) permanecen juntos en una amplia relación de hasta diez años, que es particularmente fuerte durante la temporada reproductiva, no solo danzando, pero también realizando tareas más rutinarias. Las parejas de machos aparentemente mantienen la relación también fuera de la temporada reproductiva.
Su nido consiste en una copa poco profunda sujeta por un lado a una horqueta horizontal. Está hecho de micelios de hongos, musgo, hojas de hierbas, pecíolos y telaraña, con hojas secas colgantes en la parte de afuera. Se encuentra a una altura de 6 a 20 dm, casi siempre sobre una quebrada seca o un espacio abierto.
Ponen dos huevos y menos frecuentemente, uno, de color ante, con manchas café chocolate entre escasas o abundantes, que miden de 20,3 a 24 mm de largo y de 15,5 a 18 mm de ancho. Se reproducen de abril a julio.
La hembra remueve las semillas, después que los pichones regurgitan, al igual que los excrementos.

### Vocalización
El saltarín colilargo tiene un repertorio vocal particularmente amplio, que posiblemente se explica al derivar de su sistema social complejo y de sus rituales de cortejo. Diferente de otras especies de saltarines, estos no utilizan sonidos mecánicos en sus vocalizaciones, como los estallidos producidos con las alas o con el pico. En cambio, poseen más de treinta llamados. Estos llamados han sido fonéticamente descritos como «toleido»; «uit»; «oung»; «nyanyaounh»; «bazz-uiint»; «tiamuu»; «uiit»; «waanh»; «dududu»; «tudlilu/tuhuiiko/federico»; «juiuo»; «chitter».

## Sistemática

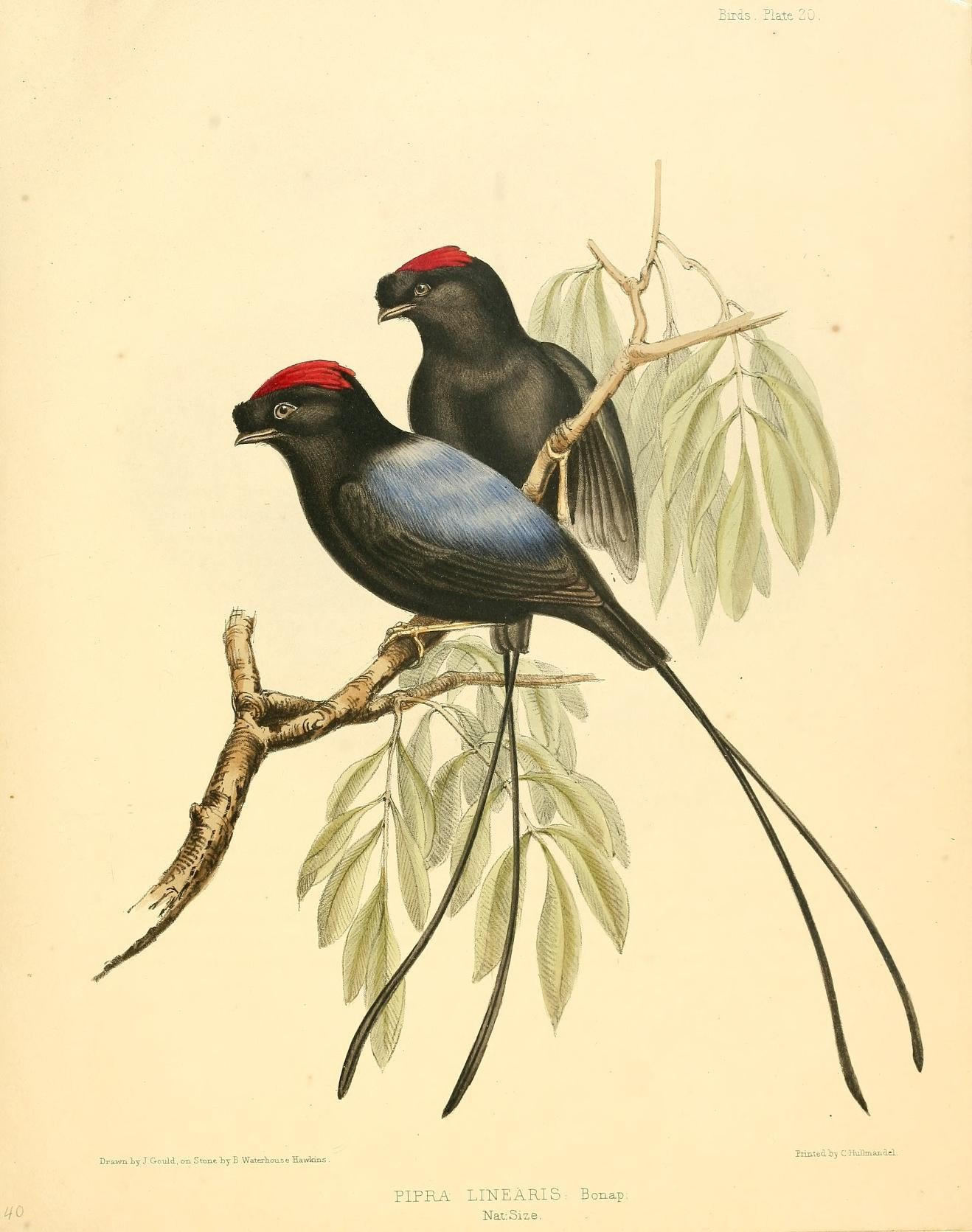
Pipra linearis, ilustración de Gould, para The zoology of the voyage of H.M.S. Sulphur, 1844.

### Descripción original
La especie C. linearis fue descrita por primera vez por el naturalista francés Charles Lucien Bonaparte en 1838 bajo el nombre científico Pipra linearis; la localidad tipo tipo dada fue: «México», restringido posteriormente para «Santa Efigenia, Oaxaca».

### Etimología
El nombre genérico femenino «Chiroxiphia» se compone de las palabras del griego «kheir» o «kheiros» que significa ‘mano’ (en referencia al ala) y «xiphos» que significa ‘espada’, ‘sable’; y el nombre de la especie «linearis», en latín significa ‘rayado’.

### Taxonomía
Algunas veces ha sido tratada como conespecífica con Chiroxiphia lanceolata y C. pareola.

### Subespecies
Las aves del sur de su zona de distribución, (El Salvador hacia el sur hasta el noroeste de Costa Rica) anteriormente eran separadas como la subespecie C. l. fastuosa (Lesson, 1842), pero estudios morfológicos recientes (plumaje, biométricas) indican que las dos poblaciones se diferencian mínimamente. Es tratada como monotípica por las principales clasificaciones.